# Liste der Biografien/Rod
Liste der Biografien |
Portal Biografien |
Personensuche
# |
A |
B |
C |
D |
E |
F |
G |
H |
I |
J |
K |
L |
M |
N |
O |
P |
Q |
R |
S |
T |
U |
V |
W |
X |
Y |
Z |
?
 
Ra |
Rb |
Rd |
Re |
Rh |
Ri |
Rj |
Rk |
Rl |
Rm |
Rn |
Ro |
Rr |
Rs |
Rt |
Ru |
Rv |
Rw |
Rx |
Ry |
Rz
 
Roa |
Rob |
Roc |
Rod |
Roe |
Rof |
Rog |
Roh |
Roi |
Roj |
Rok |
Rol |
Rom |
Ron |
Roo |
Rop |
Roq |
Ror |
Ros |
Rot |
Rou |
Rov |
Row |
Rox |
Roy |
Roz 
 
Roda |
Rodb |
Rodd |
Rode |
Rodf |
Rodg |
Rodh |
Rodi |
Rodj |
Rodk |
Rodl |
Rodm |
Rodn |
Rodo |
Rodr |
Rods |
Rodt |
Rodu |
Rodw |
Rody |
Rodz
Die Liste der Biografien führt alle Personen auf, die in der deutschsprachigen Wikipedia einen Artikel haben. Dieses ist eine Teilliste mit 7 Einträgen von Personen, deren Namen mit den Buchstaben „Rod“ beginnt.

## Rod
- Rod, Édouard (1857–1910), Schweizer Autor
- Rød, Ingolf (1889–1963), norwegischer Segler
- Rød, Magnus (* 1997), norwegischer HandballspielerMagnus Rød (* 1997)

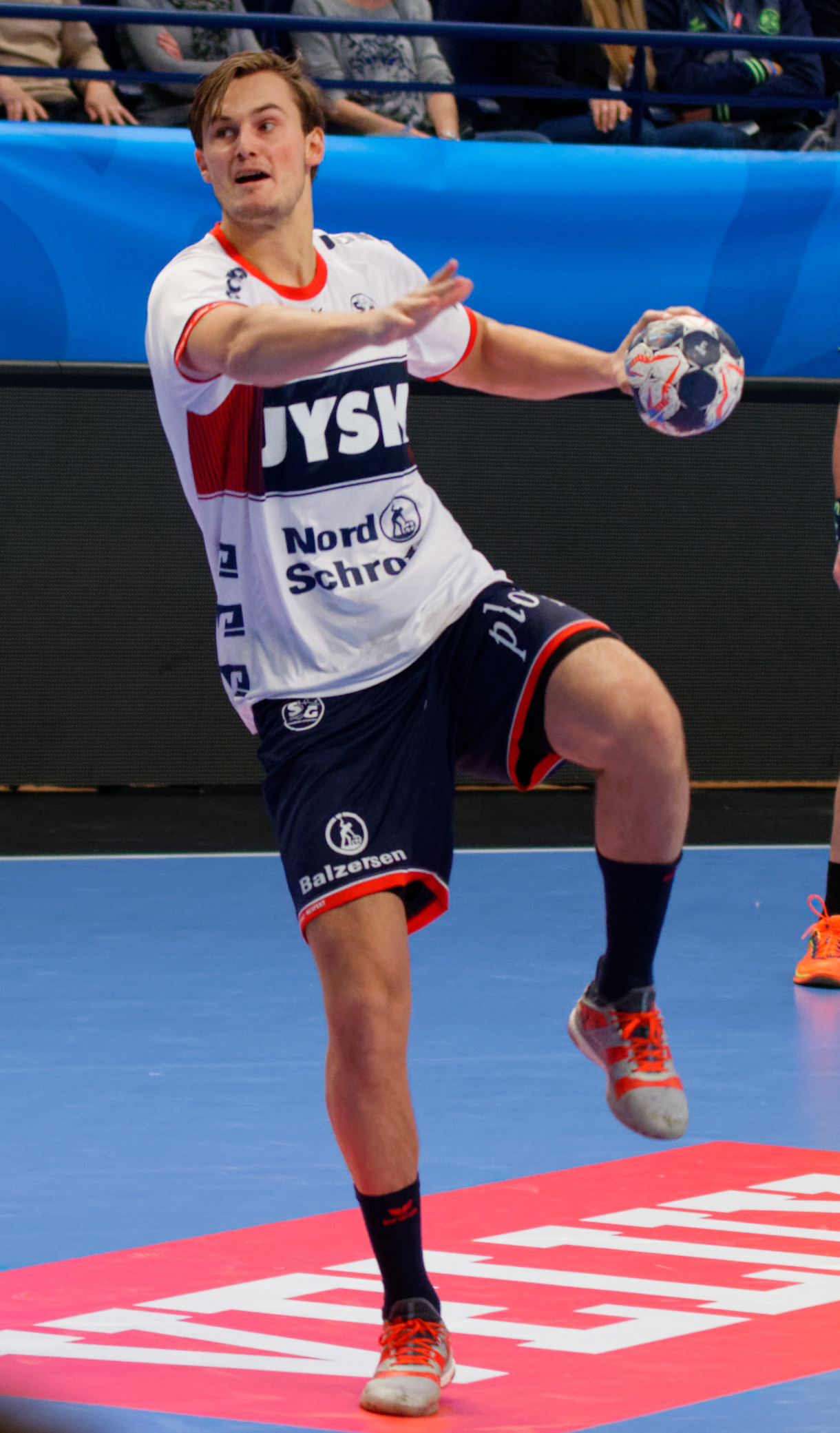
Magnus Rød (* 1997)

- Rod, Noah (* 1996), Schweizer Eishockeyspieler
- Rød, Torkjell (* 1971), norwegischer Sänger und Illustrator
- Röd, Wolfgang (1926–2014), österreichischer Philosophiehistoriker
- Rød-Larsen, Terje (* 1947), norwegischer Diplomat und Soziologe